# Rhopalophora neivai
Rhopalophora neivai är en skalbaggsart som beskrevs av Mendes 1940. Rhopalophora neivai ingår i släktet Rhopalophora och familjen långhorningar. Inga underarter finns listade i Catalogue of Life.